# Wietłan
Wietłan (ros. Ветлан) – formacja skalna nad rzeką Wiszerą w odległości 8 km w górę rzeki od Krasnowiszerska na Uralu Północnym w Kraju Permskim, w europejskiej części Rosji. Jest to obiekt geologiczno–geomorfologiczny, będący systemem prawie pionowych ścian skalnych, zaczynających się na wysokości od 40 do 50 metrów nad brzegiem rzeki i osiągających w najwyższym punkcie wysokość 263 m n.p.m. Całkowita długość formacji wynosi 1750 m. Rzeka u podnóża skały znajduje się na wysokości 121,4 m n.p.m..
W okolicach Wietłanu zarejestrowano 18 gatunków roślin naczyniowych wpisanych do Czerwonej księgi Kraju Permskiego. Formacja jest ciekawym obiektem badań naukowych – geobotanicznych i archeologicznych. Na szczyt skały prowadził w przeszłości szlak turystyczny w formie drewnianych schodów, składających się z 700 stopni i pomostów, wyposażony w platformy widokowe, wybudowany w 2003 r. Wiosną 2016 r. konstrukcja została całkowicie zdemontowana, w związku z wypadkiem, który wydarzył się turystce z Solikamska w styczniu 2016 r. w czasie schodzenia. Odbudowa konstrukcji nie jest na razie przewidywana. Z Wietłanu roztacza się widok na Wiszerę i szczyt Poljudow Kameń.

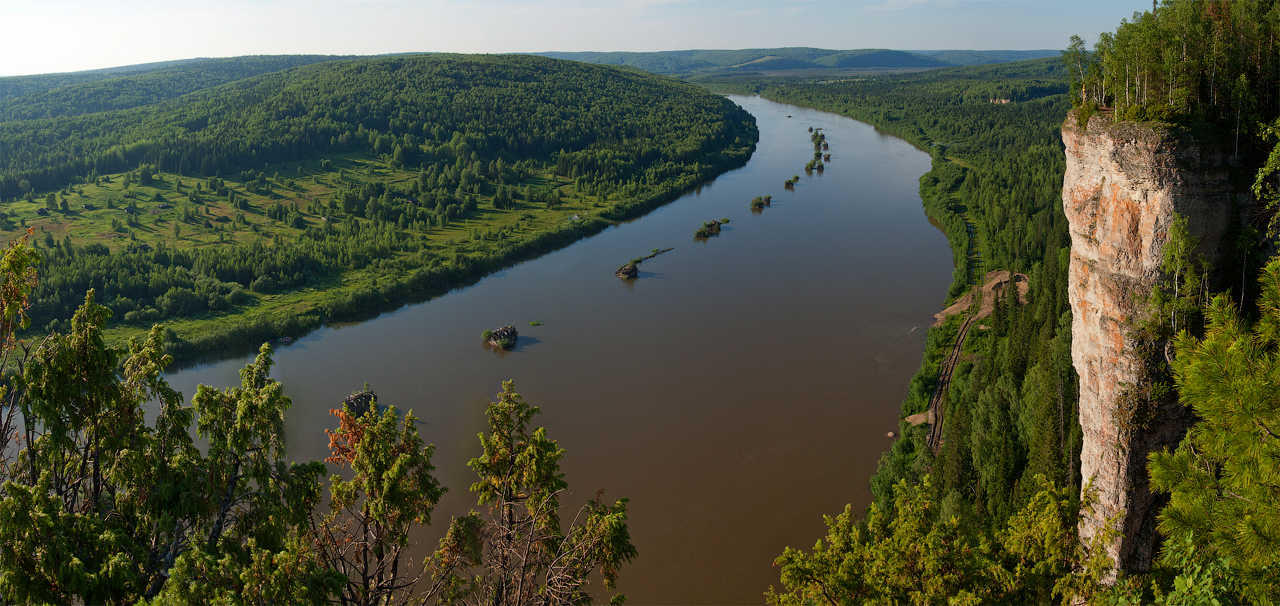
Widok na Wiszerę z Wietłanu
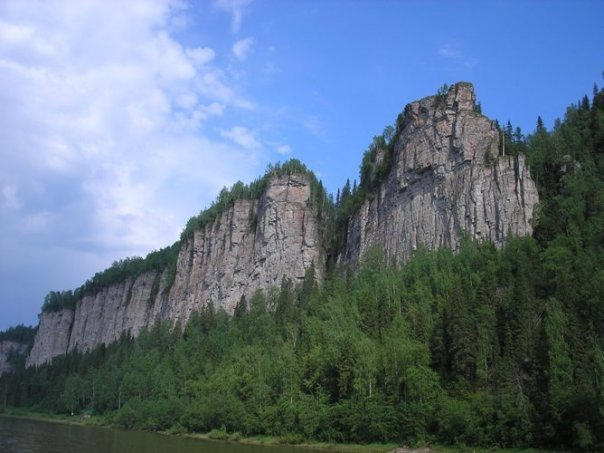
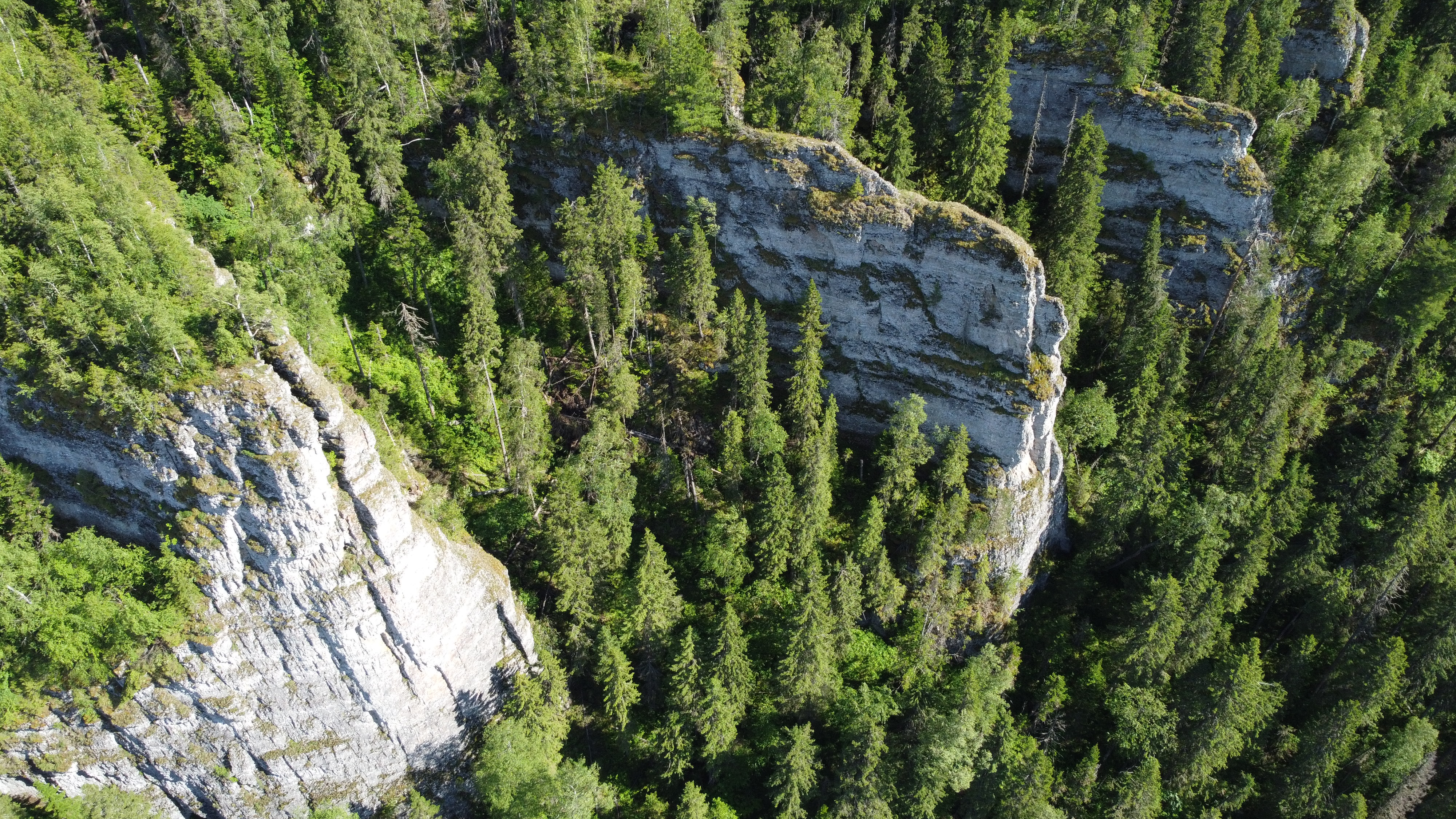

## Małyj Wietłan
Skała Małyj Wietłan położona jest w odległości 1 km od Wietłanu. Unikalność formacji związana jest z jaskiniami, stanowiącymi obiekty badań archeologicznych i paleontologicznych. W skałach osadowych, z których jest zbudowana, występuje duża ilość skamieniałości organizmów zwierzęcych. W szczytowych partiach skały występuje w dużej ilości piwonia Paeónia anómala, wpisana do Czerwonej księgi Kraju Permskiego. 